# Johann Valentin Andreae

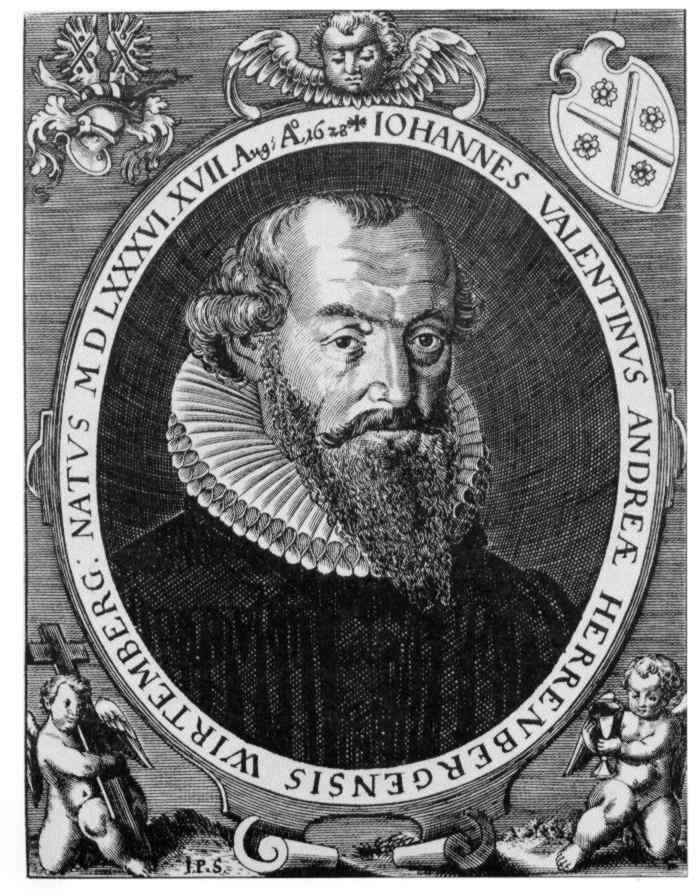
Johann Valentin Andreae (1586–1654) im Alter von 42 Jahren (Kupferstich von Johann Pfann)

Johann Valentin Andreae (* 17. August 1586 in Herrenberg; † 27. Juni 1654 in Stuttgart) war ein deutscher Theologe, Schriftsteller und Mathematiker mit großem Einfluss auf den Protestantismus im Herzogtum Württemberg. Er gilt als einer der Urheber der Rosenkreuzer-Legende und wahrscheinlicher Verfasser der Legende von Christian Rosenkreutz.

## Leben

### 1586 bis 1611
Johann Valentin Andreae war der dritte Sohn und das fünfte Kind des lutherischen Pfarrers, Superintendenten von Herrenberg und Abtes von Königsbronn Johannes Andreae und seiner Ehefrau Maria Andreae geborene Moser, einer Tochter des Herrenberger Vogtes Valentin Moser. Andreaes Großvater Jakob Andreae war Kanzler der Universität Tübingen und Mitverfasser der Konkordienformel.
Johann Valentin Andreaes Vater verstarb 1601. Seine Mutter, eine in der Heilkunst bewanderte Frau, zog darauf mit den Kindern zu ihren Verwandten nach Tübingen. Durch Engagement und Vermittlung ihrer „ehrbaren“ württembergischen Familie erhielt sie 1607 die Aufgabe einer Vorsteherin der herzoglichen Apotheke in Stuttgart. Diese Aufgabe erfüllte sie mit großem Erfolg bis 1614.
Der beim Tode seines Vaters schon 15-jährige Johann Valentin Andreae studierte in Tübingen von 1602 bis 1605 die Freien Künste. Er verfasste in dieser Zeit zwei Bühnenstücke nach englischen Vorbildern, Esther und Hyazinthus, sowie seine berühmte Schrift Chymische Hochzeit Christiani Rosencreutz. 1603 wurde Andreae Baccalaureus und 1605 Magister. Ab 1606 nahm Johann Valentin Andreae das Studium der Theologie und der Mathematik auf. 1607 musste er jedoch wegen eines Studentenstreichs die Universität verlassen. Er wurde nicht zum Examen zugelassen und wurde auch vom Kirchendienst zurückgestellt.

#### Der Tübinger Freundeskreis Tobias Heß, Lazarus Zetzner, Christoph Besold et alii
Andreae gehörte in Tübingen zum Freundeskreis des chiliastischen Juristen und Theosophen Tobias Heß (1568–1614); zu diesem Kreis zählten auch der Jurist und Advokat am Tübinger Hofgericht Christoph Besold (1577–1638), der österreichische Adelige Abraham Hölzel von Sternstein (um 1580–1651), der emeritierte Superintendent Johannes Vischer (* um 1545), der Jurist Wilhelm Bidembach von Treuenfels (1587/89–1655) alias „Guilelmus Amnicola“, der Jurist Johannes Stoffel († vor 1665), der Jurist Wilhelm von der Wense (1586–1641), der Jurist Christoph Welling (1582–1661), der Jurist Thomas Lansius (1577–1657), der Mediziner Samuel Hafenreffer (1587–1660), der Mediziner Anton Frey (1584–nach 1622), der Philosoph Tobias Adami (1581–1643), der Theologe Johann Jakob Hainlin, auch: Heinlin (1588–1660) und Johann Valentins Bruder, der Theologe Johann Ludwig Andreae (1590–1610), später auch der Hebraist, Mathematiker und Astronom Wilhelm Schickard (1592–1635).

#### Reisebegleiter seiner Zöglinge auf ihrer Grand Tour
Andreae reiste rastlos durch Deutschland und unterrichtete schließlich als Hauslehrer in Lauingen und Tübingen junge Adlige. Er verfasste während dieser Zeit auch theologische Werke. Nach dem Ausbruch der großen Pest in Tübingen begleitete Andreae einige seiner Zöglinge auf ihren Kavalierstouren durch die Schweiz, Frankreich, Österreich und Italien.

### Hofmeister der Familie Eberhard von Gemmingen
Im Frühsommer 1611 kam Andreae nach einem Aufenthalt in Frankreich als Hofmeister zu Eberhard von Gemmingen nach Rappenau. Dort sollte er dessen ältesten Sohn Philipp bei dessen für das kommende Jahr geplantem Studium in Tübingen vorbereiten. Gemeinsam mit Philipp kehrte er im August 1611 nach Tübingen zurück, wo die beiden bei Matthias Hafenreffer aufgenommen wurden. Nach dem überraschenden Tod beider Eltern Philipps von Gemmingen im Oktober 1611 endete dieses Dienstverhältnis im April 1612. Andreae war bei der Beisetzung seines Dienstherren in Rappenau zugegen und schrieb eine seine Wertschätzung zum Ausdruck bringende Gedenkrede, die 1619 auch gedruckt erschien.

### Begegnung mit Johannes Calvin in Genf – die Jahre 1611 bis 1638
In Genf lernte er 1611 die von Johannes Calvin geprägte reformierte Kirche kennen, deren strenge Forderung nach einem arbeitsamen und gottgefälligen Leben ihn faszinierte und die er sich zeitlebens zum Vorbild nahm. Er studierte ein Semester in Padua und kehrte 1612 nach Tübingen zurück. Dort nahm er am Tübinger Stift das Theologiestudium wieder auf. Nach dem Schlussexamen 1614 wurde er zum "Diakonus" (oder „Helfer“, d. h. in der damaligen Terminologie der lutherischen Kirche nicht etwa „Diakon“ im heutigen Sinn, sondern „zweiter Stadtpfarrer“) in Vaihingen an der Enz berufen und heiratete im August 1614 Agnes Elisabeth Grüninger (* 1592 in Schützingen; † 1659 in Calw). Aus der Ehe gingen neun Kinder hervor.

### Andreaes Haltung zum Orden der Rosenkreuzer nimmt eine Wende
Seinen Anteil an der Entstehung des Ordens der Rosenkreuzer, der mittlerweile in Europa eine weit verbreitete Anhängerschaft hat, rechtfertigt Andreae im Rückblick als Jugendsünde.
In Vaihingen wollte Andreae ein radikales Programm zur Überwindung von Zuchtlosigkeit und Armut durchsetzen. Sorgfältige Jugendunterweisung und die Einführung von Kirchenzucht sollten Sittenlosigkeit, Fluchen, Trunkenheit, Ehe- und Nachbarschaftsstreit und die Entheiligung des Sonntags bekämpfen. Die Zehn Gebote wurden gesetzliche Grundlage, Richter waren der Pfarrer und der Bürgermeister zusammen mit einigen angesehenen Bürgern. Als Strafe wurden Geldbußen für die Armenkasse und bis zu drei Tagen Arrest verhängt, von den Bußgeldern Arme unterstützt und Notstandsarbeit finanziert. Andreaes Vorhaben scheiterte aber am Widerstand der Bevölkerung.

### Andreae wird Superintendent in Calw
1620 wurde Andreae Superintendent in Calw, wo er mehr Erfolg mit der Reformation von Schul- und Sozialwesen und Armenpflege hatte. Calw war damals mit etwa 3.500 Einwohnern halb so groß wie Stuttgart und durch seine florierende Wollproduktion eine der wirtschaftlich bedeutendsten Städte des alten Württemberg, zugleich herrschte soziale Not. Andreae überzeugte die reichen Calwer Handelsherrn von der Notwendigkeit der Gründung „einer christlichen, gottliebenden Gesellschaft“ zur Unterstützung der Armen, Kranken und der Jugend. So entstand aus einem Kreis von 13 Männern und 7.100 Gulden Grundvermögen die sogenannte Calwer Färberstiftung, eine soziale Einrichtung, die bis 1923 Bestand hatte.

### Im Zuge des Dreißigjährigen Krieges verliert Andreae seinen gesamten Besitz

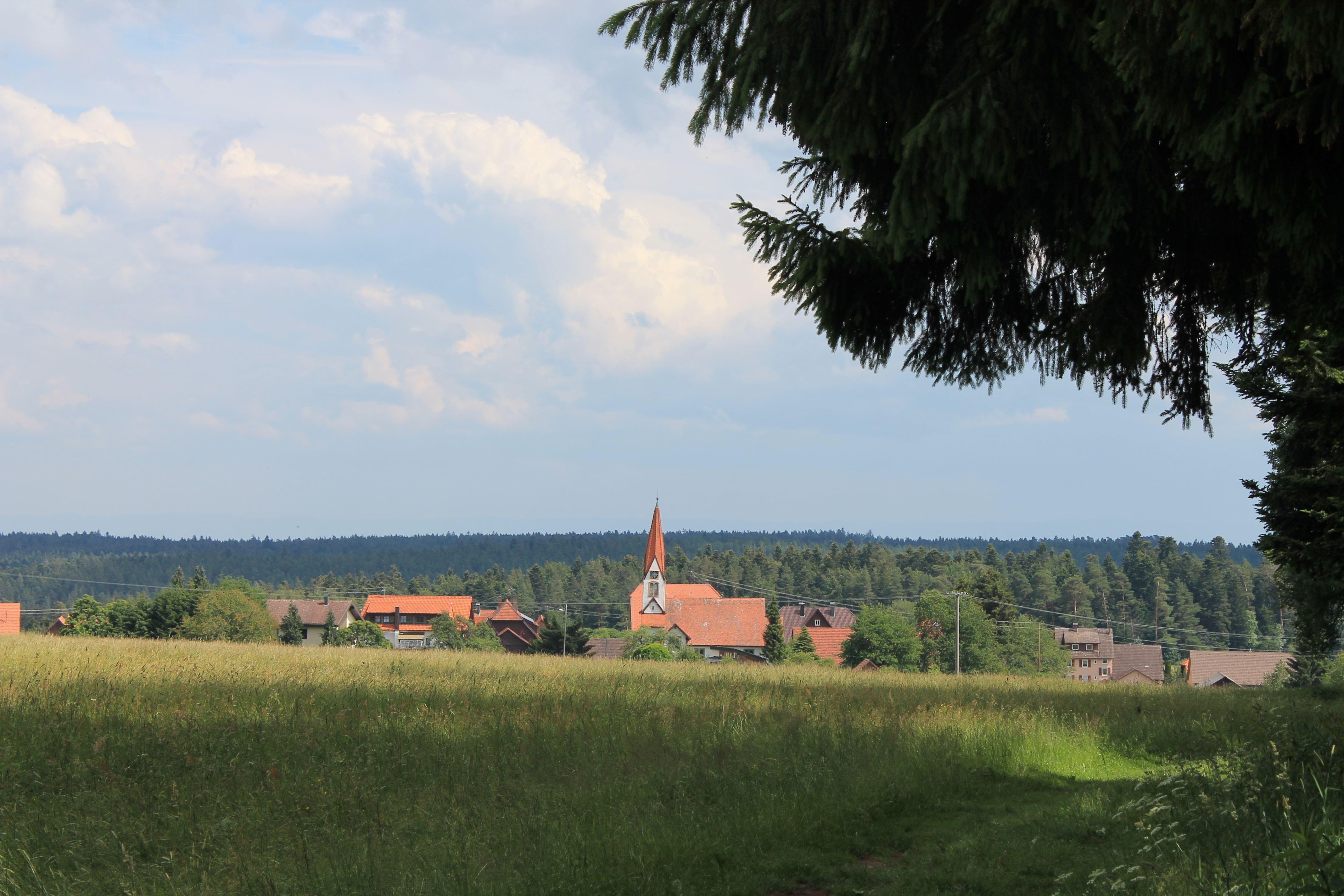
Heutige Ansicht auf Aichelberg. Die Kirche, das Pfarrhaus und weitere Gebäude waren damals noch nicht vorhanden. Die Kirche und das Pfarrhaus stammen aus dem Jahr 1907.

Für den Wiederaufbau der Stadt, die im Dreißigjährigen Krieg nach der Schlacht bei Nördlingen 1634 durch die kaiserlichen Heere niedergebrannt wurde, beschaffte er unter anderem durch seine Schilderung des Elends in Threni Calvensis Geld und leistete tatkräftige Hilfe, obwohl er selber seinen gesamten Besitz verloren hatte, darunter sein Haus, seine Bibliothek und seine Gemäldesammlung. Er gründete die karitative „Christliche Gottliebende Gesellschaft“, um der Stadt zu helfen. Doch als Calw 1638 noch einmal verwüstet wurde, flüchtete Andreae mit der Bevölkerung in den Schwarzwald. Er flüchtete nach Neuweiler und fand dort bei der Pfarrerfamilie Zuflucht. Auf dem Neuweilener Kirchhof bei der Kirche sind am dortigen Grab die Inschriften eines seiner Kinder bis heute am dortigen Grabstein zu erkennen. Über Aichelberg, das damals zum Amt Neuweiler zählte (ab 1850 selbständig als Gemeinde Bergorte und ab 1974 im Rahmen der Gemeindegebietsreform kommunal zu Bad Wildbad gekommen), gelang ihm die Flucht vor dem kaiserlichen Heer. Zur Strafe für die gelungene Flucht wurde der Hof des reichsten Bauern von Aichelberg samt Bauer und Familie niedergebrannt. Nach dem Rückzug der Truppen kehrten von den 4.000 Einwohnern nur noch 1.500 zurück. Von denen starb die Hälfte an einer anschließenden Pestepidemie.

### Der mittellose Andreae wird zum Hofprediger und Konsistorialrat in Stuttgart ernannt

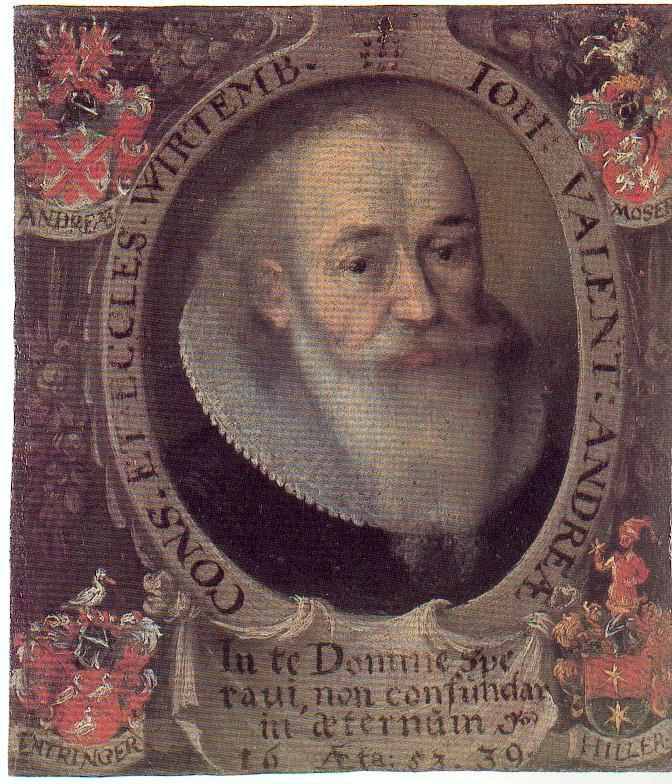
Johann Valentin Andreae

1638 wurde der mittellose Andreae zum Hofprediger und Konsistorialrat in Stuttgart ernannt, wo er für eine grundlegende Kirchenreform eintrat. Er promovierte 1641 an der Universität Tübingen zum Doktor der Theologie. Seine Schrift Theophilus veranlasste Herzog Eberhard III. 1642 im Herzogtum Württemberg den Kirchenkonvent einzuführen – eine Art Sittengericht, das Gemeindemitglieder verurteilte, die durch Glücksspiel, Fluchen, Zank oder anderweitig „gottesungefällige Lebensweise“ aufgefallen waren.
Nach den Schlachten des Dreißigjährigen Krieges war nur mehr knapp ein Drittel der Pfarrerschaft noch am Leben, eine Ausbildung von Theologen fand nicht mehr statt. Andreae stellte die Theologenausbildung im Tübinger Stift wieder her und baute das Schulwesen wieder auf, 1645 erließ er die Anordnung zur allgemeinen Schulpflicht in Württemberg als erstem Land in Europa. Für die Gemeinden verfügte er die Einrichtung von Kirchengemeinderäten.

### Andreae wird auf Betreiben des Herzogs Mitglied der Fruchtbringenden Gesellschaft
1646 wurde Andreae auf Betreiben seines Bewunderers Herzog August von Braunschweig-Wolfenbüttel von Fürst Ludwig I. von Anhalt-Köthen in die Fruchtbringende Gesellschaft aufgenommen. Der Fürst verlieh ihm den Gesellschaftsnamen Der Mürbe sowie das Motto „Bleibet doch frisch“. Andreaes Emblem war das Moos. Im Köthener Gesellschaftsbuch findet sich unter der Nr. 464 das Reimgesetz, mit dem sich Andreae für die Aufnahme bedankte:

„Das grüne mürbe Moß, wie mans an Bäumen find
Jm grünen Schattenwald, und immer frisch verbleibet
Macht das ich Mürbe heiß’: Ob meine jahre sind
Vom alter mürbe schon, des geistes kraft mich treibet
Doch im berufe frisch, und mich darzu verbind
Das manches kindlein wird dem herren einverleibet:
Das ist die beste frucht die Zur erbauligkeit
Allein gerichtet ist, und bleibt frisch iederzeit.“

Zermürbt vom Widerstand des Klerus und des Adels gegen seine strenge Auslegung des Christentums und die sozialen Reformen, die er anstrebte, ersuchte Andreae 1646 um seinen Abschied von der Kirchenleitung, der ihm 1650 gewährt wurde. Im selben Jahr übernahm er als Generalsuperintendent und Abt im Kloster Bebenhausen die Leitung der Klosterschule Bebenhausen. Ab 1654 sollte er die evangelische Klosterschule von Adelberg leiten, doch konnte er diese Stelle nicht mehr antreten. Am 27. Juni 1654 starb der schon länger kränkliche Johann Valentin Andreae im Alter von 68 Jahren in Stuttgart. Er wurde auf dem Friedhof der Hospitalkirche beigesetzt.

## Werk

### Christianopolis
Als Andreaes bedeutendstes Werk gilt seine 1619 erschienene, christliche Utopie Christianopolis, ein Schlüsseltext des utopischen Genres, der, dem Vorbild von Thomas Mores Utopia frei folgend, eine protestantische Idealgesellschaft entwirft: Ihr Verfassungsgrundsatz ist Gottesfurcht, jedermann hat Zugang zur Sternwarte, damit der Glaube wissenschaftlich befruchtet wird, in der Kirche werden belehrende Schauspiele aufgeführt. Die Teilnahme am Gottesdienst ist selbstverständlich, Luxus und aufwändige Kleider sind unmoralisch. Ein „praktisches Christentum“ verwirklicht sich in christlicher Liebe und Mildtätigkeit, Wissenschaft und Technik unterliegen ethischen Zielen und dienen dem Wohl der Menschen.
Andreaes Utopie ist vor allem pädagogisch geprägt. Er stellte unter anderem folgende Grundregeln für den Umgang mit Schülern auf:
- Bringe der Jugend nicht in einer fremden Sprache bei, was sie tun soll.
- Lehre die Jugend nicht, was sie nicht fassen und worüber sie sich kein Urteil bilden kann.
- Behandle im Unterricht nur das, was dem jeweiligen Alter angemessen ist und innerhalb seines Gesichtskreises liegt.
- Es darf nicht zu viel Abwechslung und Mannigfaltigkeit im Lerngeschäft sein, denn das macht die Geister zerstreut und wirr, wenn sie durch Verschiedenartiges zersplittert werden.
- Nicht vereinzeltes, gehäuftes, sondern verständiges Wissen hilft allein, indem mehr als gewiss ist, dass eine solche unzeitige Gemütsschärfe gar leichtlich also stumpf werden kann, dass sie ihr Lebtag aus den Furchen schreitet.“[11]
- Für den Unterricht ist Anschaulichkeit wichtig. Mit dem Plädoyer für bildhaftes Denken und den Anschauungsunterricht hat Andreae seinen Freund Johann Amos Comenius beeinflusst, der durch sein Buch Orbis sensualium pictus berühmt geworden ist.

### Rosenkreuzer-Legende
Andreaes Anteil an der Entstehung der Rosenkreuzer-Legende ist umstritten. Die Forschung ist sich weitgehend einig, dass er der Schöpfer des Mythos der Rosenkreuzer mit der Figur Christian Rosencreutz und seinem Orden ist. Die Grundidee des Ordens war es, dass führende Wissenschaftler zusammen eine tätige Gesellschaft bilden, damit Wissenschaft, Christentum und Ethik nicht auseinanderfallen. Name und Symbol Christian Rosencreutz’ basieren auf dem Andreaeschen Familienwappen, die Figur selber vereinigt Charakterzüge von Martin Luther, Paracelsus und den naturwissenschaftlich maßgeblichen Philosophen der Antike.
In der Forschung wird diskutiert, dass Andreae zwar zum Mythos beitrug, doch die Ankündigung einer Reformation in seiner Erzählung Chymische Hochzeit nicht als Programm zu verstehen sei. In späteren Jahren distanzierte sich Andreae von seiner Schrift und verspottete die Alchemie offen in Abhandlungen wie z. B. Fama fraternitatis und zählte sie neben Musik, Kunst, Theater und Astrologie zu den weniger seriösen Wissenschaften.

### Wegbereiter der Kabbalistischen Lehrtafel in Teinach
Vor allem durch seine 1615 in Tübingen unter dem Pseudonym Huldrich StarckMann veröffentlichte Schrift Ein Geistlich Gemäld, durch die Beschäftigung mit den biblischen Summarien, mit der Tugendlehre, der enzyklopädischen Struktur und der Emblematik beeinflusste Andreae das Umfeld der Prinzessin Antonia von Württemberg (1613–1679) und wurde damit zum Wegbereiter für die Kabbalistische Lehrtafel, die als Stiftung der Prinzessin 1663 vollendet und 1673 in der Dreifaltigkeitskirche in Teinach aufgestellt wurde.

### Predigten, Schriften, Lieder
In seinen zehn Jahren in Stuttgart hielt Andreae über 1.000 Predigten, davon 205 über den 1. Brief des Paulus an die Korinther. Seine Schriften (mehr als einhundert sind bekannt) stellten ein umfassendes Reformprogramm für Kirche und Gesellschaft vor, u. a. warb er für die Einführung moderner Fremdsprachen, Naturwissenschaften und Turnübungen an den Schulen. Gegenstand der Schriften ist aber auch die wiederholte Klage Andreaes über den Widerstand, der ihm von den geistlichen und weltlichen Machthabern bei seinen Bemühungen zur Verwirklichung eines christlichen Lebens und zur Durchsetzung einer Kirchenzucht entgegengebracht werde.
Andreae ist der Verfasser des Kirchenlieds Mit Freuden will ich singen in dieser Morgenstund, das als EG 663 im Evangelischen Gesangbuch (Regionalteil Württemberg) zu finden ist.

## Familie
Kinder (1.–3. geboren in Vaihingen, 4.–9. in Calw):
1. Maria Andreae (1616–1681), verheiratet seit 1636 mit Peter Walter (1591–1670) aus Calw, Gerichtsverwandter, Kaufmann und Kompagnie-Verwandter, Mitstifter der Calwer Färberstiftung,
2. Concordia Andreae (1617–1618),
3. Agnes Elisabeth Andreae (*/† 1618), starb nach der Geburt,
4. Agnes Elisabeth Andreae (1620–1657/58), verheiratet seit 1638 mit Johann Riewlin (Rühle) (1603–1685) aus Calw, Bürger, Kaufmann und Kompanie-Verwandter, 1650 Mitbegründer der „Calwer Compagnie“,
5. Gottlieb Andreae (1622–1683)[17], Schule und Studium in Nürnberg und Altdorf, 1640 Magister, 1640 Vikar in Stuttgart, 1642 Diakon in Cannstatt, 1643 Dichterkrönung durch den Augsburger Arzt und Hofpfalzgrafen Johannes Henisius (1585–1666), 1650 Wangen am Neckar, 1659 in Weilheim an der Teck, verheiratet seit 1643 mit Barbara Saubert (* 1623), Tochter von Johannes Saubert d. Ä. (1592–1646), Pfarrer in Nürnberg und Professor in Altdorf, und Helena Leutkirchner (1604–1629),
6. Ehrenreich Andreae (1624–1634), starb auf der Flucht Andreaes aus Calw nach Hochstetten,
7. Wahrermund Andreae (1627–1629),
8. Johann Valentin Andreae (1631–1632),
9. Patientia Andreae (*/† 1632).

## Gedenktag
27. Juni im Evangelischen Namenkalender.

## Werke
Lateinisch
- Collectaneorum Mathematicorum. Cellius, Tübingen 1614
- Doctrinae Christianae Summa ex...Matthiae Hafenrefferi Locis Communibus contracta. Cellius, Tübingen 1614
- Ein Geistlich Gemäld. Werlin, Tübingen 1615
- Epistolo ad Illustrem ac Reverendam Fraternitatem Rosae Crucis. Bringer, Frankfurt a. M. 1615
- Herculis Christiani Luctae. Zetzner, Straßburg 1615
- Confessio Fraternitatis R.C. Wessel, Kassel 1615
- De Christiani Cos moxeni Genitura Iudicium. Foillet, Montbéliard 1615
- Theca Gladii Spiritus. Zetzner und Scher, Straßburg 1616
- Chymische Hochzeit Christiani Rosencreutz Anno 1459. Zetzer und Scher, Straßburg 1616 (Digitalisat und Volltext im Deutschen Textarchiv, MDZ: Bilddigitalisate)
- Turbo. Sive Moleste et Frusta Per Cuncta Divagans Ingenium. Straßburg 1616
- Invitatio Fraternitatis Christi Ad Sacri Amoris Candidatos. Zetzner und Scher, Straßburg 1617
- Peregrini In Patria Errores. Zetzner, Straßburg 1618
- Invitationis Ad Fraternitatem Christi Pars 2: Paraenetica. Zetzner, Straßburg 1618
- Veri Christianismi Solidaeque Philosophiae Libertas. Zetzner, Straßburg 1618
- Menippus Sive Dialogorum Satyricorum Centuria. Straßburg 1617
- Turris Babel Sive Iudiciorum de Fraternitate Rosaceae Crucis Chaos. Zetzner, Straßburg 1619
- Reipublicae Christianopolitanae Descriptio. Zetzner, Straßburg 1619
- Mythologiae Christianae sive Virtutum & vitiorum vitae humanae imaginum. Libri Tres. Zetzner, Straßburg 1619
- Memorialia, Benevolentium Honori, Amori Et Condolentiae data. Zetzner, Straßburg 1619
- De Curiositatis Pernicie Syntagma Ad singularitatis Studiosos. Rößlin, Stuttgart 1620
- Fama Andreana Reflorescens, Sive Jacobi Andreae Waiblingensis Theol. Doctoris. Repp, Straßburg 1630
- Opuscula aliquot De Restitutione Reipub: Christianae In Germania. Endtner, Nürnberg 1633
- In Bene Meritos Gratuido. Zetzner, Straßburg 1633
- Threni Calvenses Quibus Urbis Calvae Wirtembergica Bustum. Zetzner, Straßburg 1635
- Synopsis Chronologiae Sacrae, Michaelis Maestlini Quondam Mathematici Tubingensis celeberrimi. Cum harmonia Vitae Jesu Christi. Stern, Lüneburg 1642
- Rei Christianae Et Literariae Subsidia. Brunn, Tübingen 1642
- Amicorum Singularium Clarissimorum Funera. Stern, Lüneburg 1643
- Augustus Principis Exemplum. Stern, Lüneburg 1644
- Johannis Sauberti Theologi, Umbra. Kautt, Stuttgart 1647
- Theophilus, Sive de Christiana Religione sanctius colenda, Vita temperantius instituenda, Et Literatura rationabilius docenda Consilium. Kautt, Stuttgart 1649
- Seleniana Augustalia. Kühn, Ulm 1649

Deutsch
- Allgemeine und General Reformation der gantzen weiten Welt, Wessel, Kassel 1614
- Ein Geistlich Gemäld [...] Von Herrn Huldrich StarckMann [...] entworffen und auffgezeichnet. Werlin, Tübingen 1615
- Fama Fraternitatis oder Entdeckung der Brüderschafft des löblichen Ordens deß RosenCreutzes. Hünefeld, Danzig 1615
  - Nachdruck, Kassel 1616
  - Nachdruck, Frankfurt am Main 1617
- Vom Besten und Edelsten Beruff des wahren Diensts Gottes wider der Welt verkehrtes und unbesonnenes Urtheil. Zetzner, Straßburg 1615
- Geistliche Kurtzweil zu Ergetzligkeit einfältiger Christen mitgetheilt. Zetzner, Straßburg 1619
- Christliche Leichpredig bey der Begräbnis des Pauli Ruckheri. Werlin, Tübingen 1627
- Die Augspurgische Confession. Auff das einfältigste in ein Kinderspil gebracht. Straßburg 1631
- Sumarischer Extract deren in dem löblichen Hertzogthumb Würtemberg wolhergebrachter Evangelischer Kirchenzucht und Ordnungen. Rößlin, Stuttgart 1639
- Ehrengedächtnuß deß Christlichen Lebens, gedultigen Leidens, und seligen Sterbens deß weilund Wolehrwürdig: und Hochgelehrten Herren, M. Johann Cunradi Goebelii. Rößlin, Stuttgart 1644
- Lied Mit Freuden will ich singen in dieser Morgenstund (EG 663 in Baden-Württemberg)
- Theophilus. Nachdruck: Henninger, Heilbronn 1878. (Digitalisat in der Digitalen Bibliothek Mecklenburg-Vorpommern)

## Ausgaben
- Johann Valentin Andreae: Gesammelte Schriften. Ca. 19 in 24 Bänden. Hrsg. von Wilhelm Schmidt-Biggemann. Frommann-Holzboog, Stuttgart-Bad Cannstatt 1994 ff., ISBN 978-3-7728-1426-6 (kritische Edition).